# Camilo Peña (militar)
Camilo Peña fue un general y naturalista colombiano, que participó en las campañas de Casamana y en el Jagual, y las órdenes de Bolívar en las campañas del S. Luchó también el la batalla de Ayacucho. Después de la rendición del Callao se dedicó únicamente a sus estudios. Dejó una importante obra: Consideraciones sobre las riquezas metálicas que encierra la cordillera de los Andes. M. en 1870.